# Arctotraversodon
Arctotraversodon es un género extinto de cinodonte traversodóntido que vivió durante el Triásico Superior en Canadá. Sus fósiles fueron recuperados inicialmente en la Formación Wolfville en Nueva Escocia en 1984 y representaban el primer traversodóntido conocido de América del Norte. La especie tipo y única especie conocida es A. plemmyridon, representada por dientes y varios huesos dentarios. 

## Descripción e historia
Arctotraversodon fue situado inicialmente en el género Scalenodontoides como una nueva especie, ?Scalenodontoides plemmyridon. Solo se conocían por entonces algunos dientes y huesos dentarios. Los dientes postcaninos, el principal material diagnóstico de muchos traversodóntidos no eran conocidos en ?S. plemmyridon. Había pocos rasgos que podrían diagnosticar a ?S. plemmyridon como una especie por derecho propio, pero los huesos y dientes eran claramente diferentes de los de otros miembros de su familia. Un diente postcanino de un traversodóntido fue más tarde encontrado en la misma formación y era distinto del de las demás especies. A diferencia de otros postcaninos inferiores de traversodóntido que tienen dos cúspides de cada lado de sus coronas, estos dientes tenían tres cúspides. El género Boreogomphodon de la Formación Turkey Branch de Virginia, Estados Unidos hallado posteriormente también tenía estas tres cúspides en sus postcaninos inferiores, mostrando que los traversodóntidos norteamericanos eran un linaje diferenciado del de los africanos y suramericanos.
La especie entonces fue asignada a su propio género, Arctotraversodon, en 1992. Arctotraversodon significa "Traversodon del norte" en referencia a su localización en el hemisferio norte y a su cercana relación con Traversodon. "Arcto" (del griego arktos) también puede traducirse como "oso", ya que el espécimen holotipo fue denominado en algún momento la "mandíbula de oso". Los rasgos de un diente postcanino superior que fue hallado en un acantilado junto al mar en Nueva Escocia fueron usados para diagnosticar al nuevo género.